# Pactactes obesus
Pactactes obesus là một loài nhện trong họ Thomisidae.
Loài này thuộc chi Pactactes. Pactactes obesus được Eugène Simon miêu tả năm 1895.